# Josep Dalmau i Rafel
Pour l’article homonyme, voir Dalmau.
Josep Dalmau i Rafel, né à Manrèse (Catalogne) en 1867 et mort à Barcelone en 1937, est un peintre, restaurateur, antiquaire et marchand d'art catalan.

## Biographie
Encadreur de profession, il se consacre rapidement à la peinture. En 1884, il s'installe à Barcelone où il découvre le peintre moderniste Joan Brull. Il fréquente le bar Els Quatre Gats. À trente ans, il émigre à Paris où il réside six ans et fait des études de restauration à Bruges et Gant.
Il retourne à Barcelone en 1906, où il introduit l'art avant-gardiste. Il ouvre un établissement d'antiquités qui avec le temps devient la première salle d'exposition du Carrer del Pi, 10 (1906-1911) ; il en ouvre une seconde à la carrer de la Portaferrissa, 18 (1911-1923) et la dernière (de 1923 à 1930) Passeig de Gràcia, 62. En 1930, il devient directeur artistique de la Llibreria Catalònia.
Comme restaurateur, la Députation le chargea de restaurer la toile de Marià Fortuny, La Bataille de Tétouan.
Josep Dalmau soutient les revues 391 de Picabia et Troços de Josep Maria Junoy.
En 1936, il est à l'origine de l'association d'Artistes indépendants que la guerre civile détruisit.
Il meurt à Barcelone lors de la guerre civile espagnole.

## Galeries Dalmau

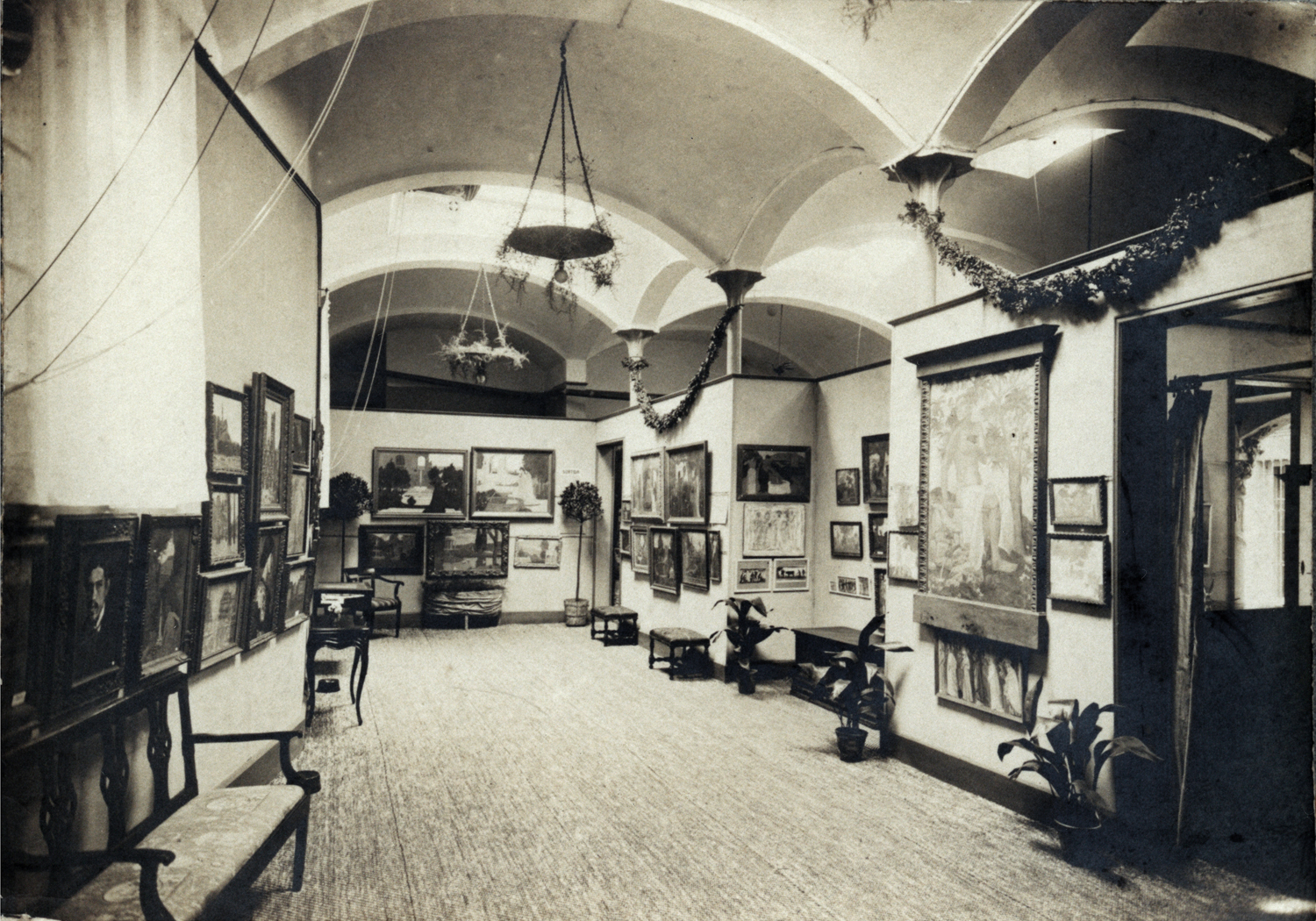
Galeries Dalmau, exposition de 1912, Barcelone

Les Galeries Dalmau en 1912 réalisèrent une exposition de Joaquín Torres García et la première exposition sur le cubisme, avec un  éclectisme ouvert, elles présentèrent toutes sortes d'artistes tels que Josep Mompou - encore au dessin - (1908), l'Exposició d'Art Cubista en 1912 (Jean Metzinger, Albert Gleizes, Juan Gris, Marie Laurencin, Marcel Duchamp, August Agero), l'Art nouveau polonais (1912), la peinture suédoise, Kees van Dongen (1915), Albert Gleizes (1916), Serge Charchoune (1916-17), Rafael Barradas (1917, avec Joaquim Torres i García), les évolutionnistes catalans puis Joan Miró (1918), l’avant-garde française (1920), Francis Picabia (1922), Salvador Dalí (1925), le GATCPAC, l'art abstrait catalan et le néoplasticisme (1929). En 1921 elles présentèrent Miró à Paris,.